# Of Chaos and Eternal Night
Of Chaos and Eternal Night drugi je EP švedskog sastava melodičnog death metal Dark Tranquillity. Objavljen je 1995. godine.
Prvi je izdanje sastava na kojem je pjevao Mikael Stanne i Fredrik Johansson svirao je gitaru. Album sadrži novu verziju pjesme "Alone". Ponovno je objavljen s albumom Skydancer kao kompilacija Skydancer/Of Chaos and Eternal Night.

## Popis pjesama
| 1.    | »Of Chaos and Eternal Night«      | Mikael Stanne  | Niklas Sundin, Fredrik Johansson, Anders Jivarp | 5:12 |
| 2.    | »With the Flaming Shades of Fall« | Stanne, Sundin | Sundin, Johansson                               | 3:28 |
| 3.    | »Away, Delight, Away«             | Stanne         | Martin Henriksson, Johansson                    | 5:22 |
| 4.    | »Alone«                           | Sundin         | Henriksson, Sundin                              | 5:43 |
| 19:45 |                                   |                |                                                 |      |

## Zasluge
Dark Tranquillity
- Niklas Sundin – gitara
- Mikael Stanne – vokal
- Fredrik Johansson – gitara
- Martin Henriksson – bas-gitara
- Anders Jivarp – bubnjevi

Ostalo osoblje
- Fredrik Nordström – klavijature, produkcija, inženjer zvuka
- Kenneth Johansson – fotografije